# アカギツネ
アカギツネ（赤狐、Vulpes vulpes）は、ネコ目イヌ科キツネ属に属する哺乳動物の1種。
日本には、他のキツネ属の動物は自然分布しないため、日本語で単に「キツネ」というときは、通常アカギツネを指す。英語でもイギリスとアイルランドでは、他の野生のイヌ科動物が棲息しないため、アカギツネが単にFox と呼ばれる。

## 分布

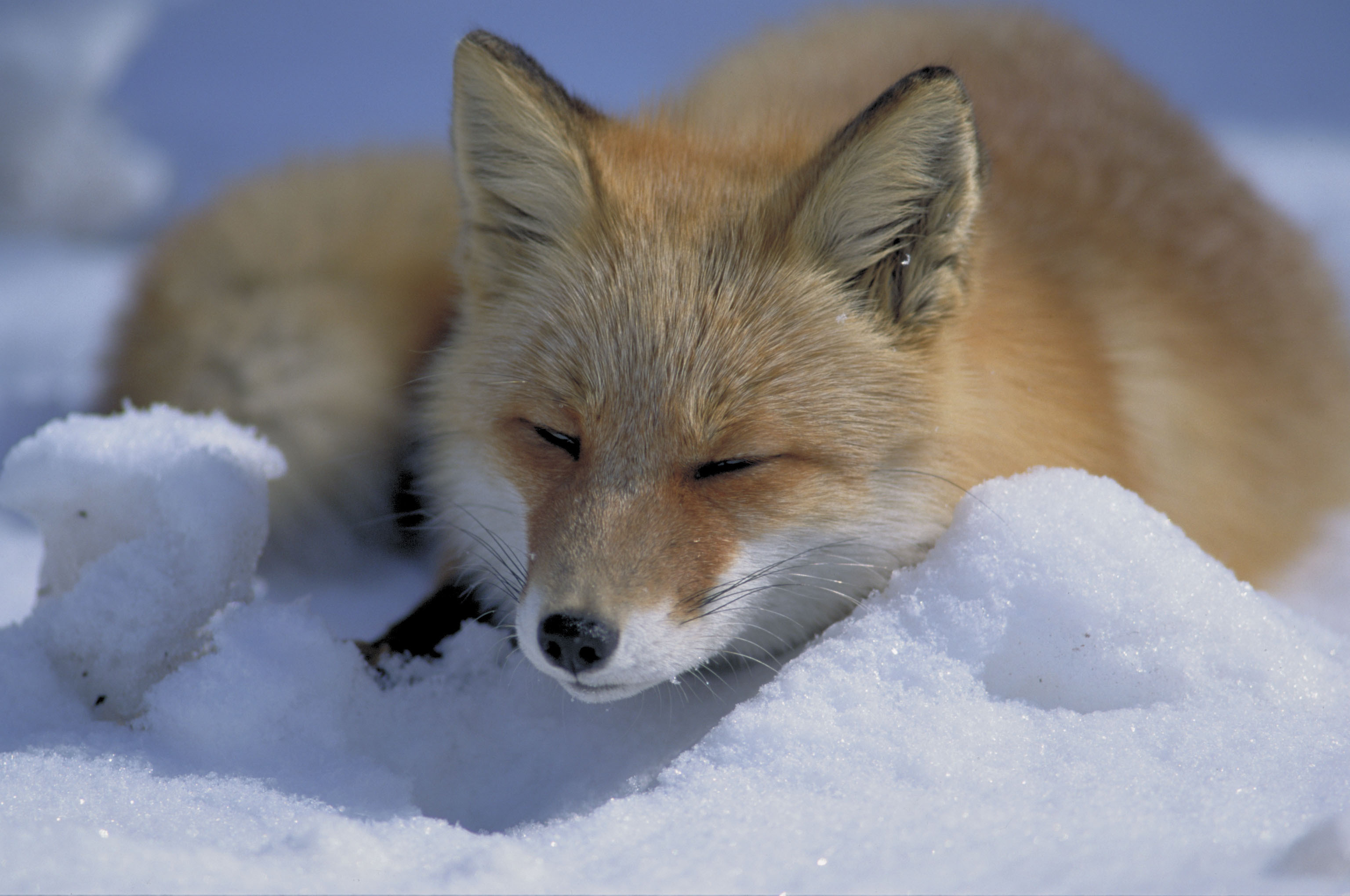
雪の中に寝そべるアカギツネ（キタキツネ））日本・北海道）

厳密にはアカギツネが種としてどの時点で誕生したのかは不明だが、現生種に該当するキツネは更新世中期には現在のスペイン（イベリア半島）などに生息していた事が判明している。
アカギツネの棲息域は、地上性の食肉目の中で最大であり、北アメリカからユーラシア、さらに一部は北アフリカに及ぶ。そのため、アカギツネは数多くの亜種を持つ。
日本列島近傍では、北海道・樺太にキタキツネ (Vulpes vulpes schrencki) 、列島のそれ以外の地域（本州、四国、九州）にホンドギツネ (Vulpes vulpes japonica) という亜種が、それぞれ棲息する。千島列島には、ベニキツネ  (red fox, silever fox, cross fox, 学名  Vulpes vulpes splendidissima) 、クロキツネなどの亜種も分布する。
さらにアカギツネはオーストラリアに移入され、在来の固有動物の捕食者などとして、深刻な環境破壊を引き起こしている。また、世界各地でエキノコックス症の原因となる単包条虫や多包条虫の宿主として影響を与えている。
インドには3亜種が分布し、モンタナアカギツネ(Vulpes vulpes Montana）はラダックとヒマラヤ山脈、グリフィスアカギツネ (Vulpes vulpes griffithi) はインドのジャンムー・カシミール、シロアシギツネ (Vulpes vulpes pusilla) はラージャスターンのタール砂漠とグジャラートのカッチに生息する。

## 形態

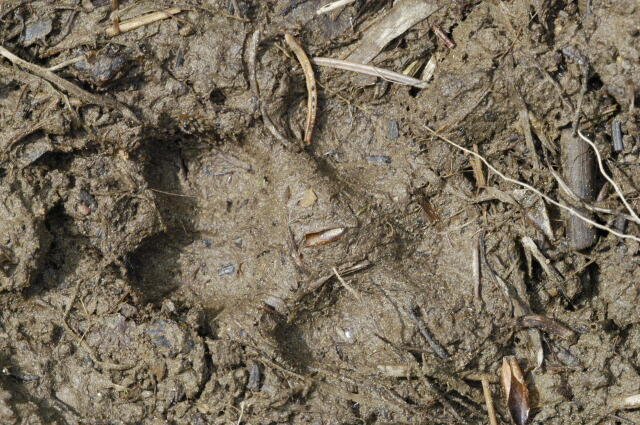
泥上の足跡

その名のとおり、毛皮は赤みを帯びた褐色を基調とするが、天然の灰色の遺伝的多型（ギンギツネ）が見られる。さらに、ギンギツネの家畜化によって、人に慣れた品種も生み出されている。
体長45.5 - 86.5cm、尾長30 - 56cm。体色は普通、赤錆色で腹側は白く、黒い耳の先端と足、フサフサした尾の先端の白が目立つ。赤の度合いは真紅から金色と幅があり、実際によく見てみると、各々の個体の毛は赤、茶色、黒、白の条の入った斑模様かアグーチである。
野生においては、さらに別の2つの色が見られることもある。一つは銀または黒で、野生の個体の10%、養殖される個体のほとんどを占める。およそ30%の個体には、さらに黒い模様があり、通常は肩と背部の中央下側に、縞として現われる。このパターンは背中に十字架を作るため、このようなキツネは「十字ギツネ」と呼ばれる。家畜化された養殖のアカギツネには、斑や縞などを含むあらゆる色がみられる。
目は金から黄で、ネコ科動物のような縦に裂けた瞳を持つ。その素早さもあり、アカギツネは「猫のようなイヌ科」と形容される。長いフサフサとした尾は、身軽な跳躍の際にバランスをとるのに役立つ。獲物を捕えたり捕食者から逃れたりするための走る速度は時速50kmに及ぶ。
成獣の体重は2.7-6.8kgになるが、地域により異なり、ヨーロッパの個体は北アメリカの個体より大きくなる。
秋と冬には、より厚い毛皮である「冬毛」を生やし、寒冷な環境に対応する。春が始まるとこの毛皮は抜け落ち、夏場は短い「夏毛」で過ごす。
日本に生息するホンドギツネとキタキツネを比較すると、ホンドギツネの方が毛色がより暗褐色で体長がやや小さい。足先が黒くなく、キタキツネが大陸のアカギツネと同じ頭骨を持つのに対し、ホンドギツネの頭骨は微妙に異なることや、キタキツネの乳頭が8または6個であるのに対し、ホンドギツネは10または8個と多いことから、ホンドキツネは亜種ではなく日本固有の新種である可能性もある。 ホンドギツネ、キタキツネ参照。

## 生態

### 生息環境
大草原や低木地から森林まで、アカギツネは多様な生物群系で見られる。低緯度地域に最も適しているが、極北にまで進出し、ツンドラ地域ではホッキョクギツネと直接競争関係にある。欧米では郊外や都市部でさえ見かけることができ、害獣であるアライグマと縄張りを共有する。アカギツネは齧歯類・ウサギ・昆虫類・果実・ミミズ・卵・鳥類・その他小動物を食べる。42本の強力な歯でそれらを捕らえ、1日0.5-1kgの食物を摂取する。都市区域でも庭や荒地で齧歯類や鳥を狩ることはあるが、主に家庭のゴミに頼っていると思われる。稀にホッキョクギツネの子供を狩る場合もある。

### 習性

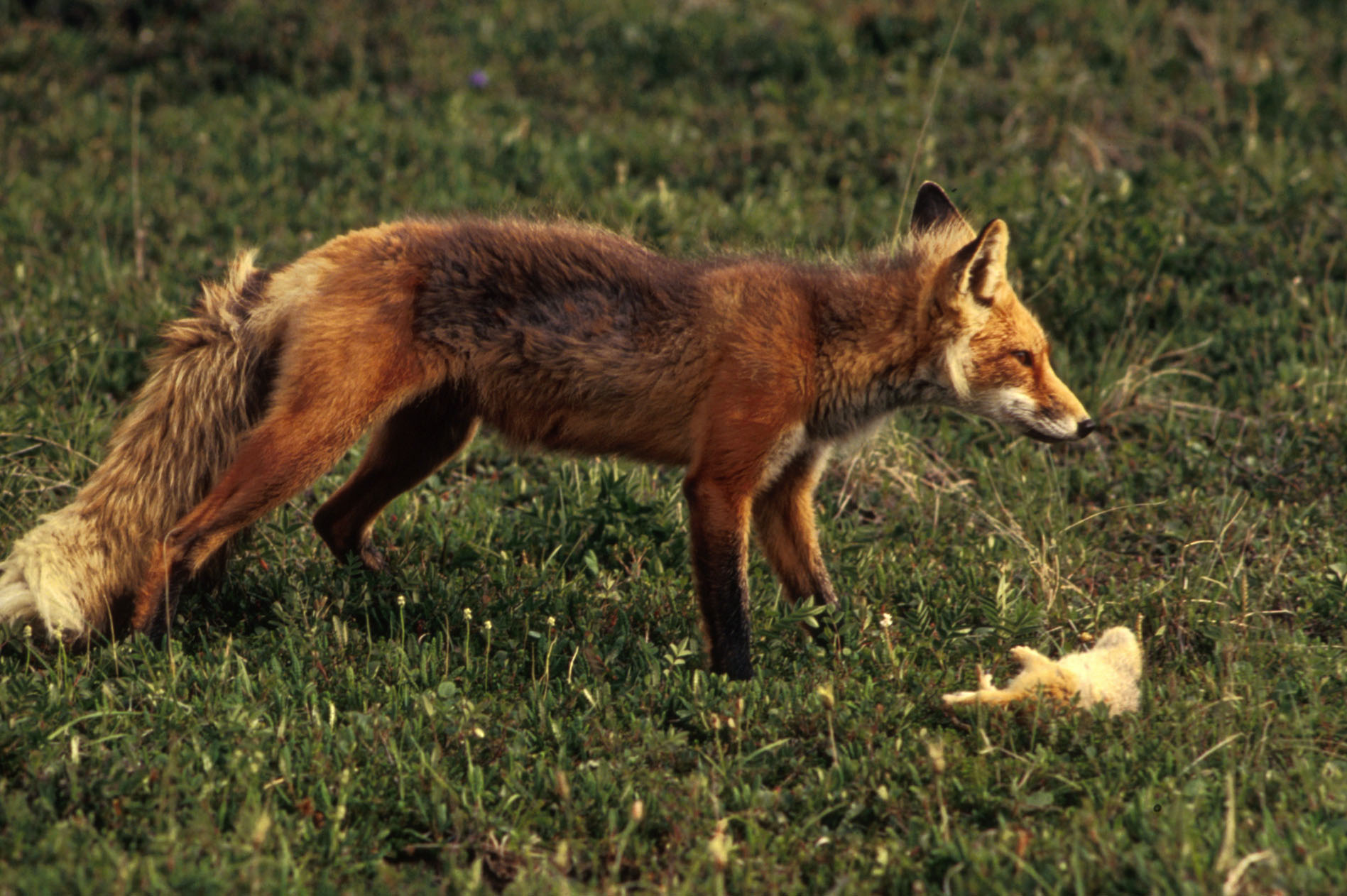
獲物を捕らえたアカギツネ

イヌ科でありながら、体の特徴や行動がネコに似ているとされており、その理由は効率的に齧歯類を捕らえるという共通の目的による、収斂進化の結果と言われている。
さまざまな生息地に応じて、さまざまな習性を持つ。Biology and Conservation of Wild Canids において、デイビット・W・マクドナルドとクラウディオ・シジェロ＝スビリは、2つのアカギツネの集団は、生態的に別の種のように異なり得ると述べた。主に薄明活動性で、人間の手の入った（人工照明のある）区域では夜行性になりがちである。つまり、夜間と黄昏時に最も活動的である。狩りは単独で行うのが普通であり、食べきれない獲物を獲た場合は、それを埋める。
巣について

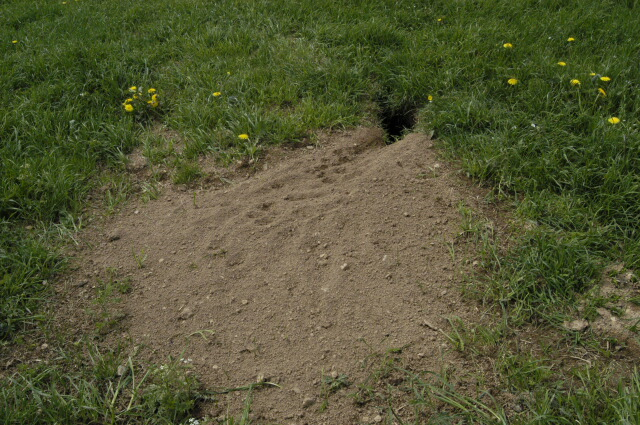
巣穴

普通は各々の縄張りを持ち、単独で生活し、冬にのみペアを形成し生活する。縄張りの面積は50km2程と考えられており、食料の豊富な場所ではより狭く（12km2以下に）なる。縄張り内には複数の巣穴があり、これらはマーモット･アナウサギなどの別の動物が掘ったものも含まれる。平和的に捕食動物と巣穴を共有することもある。より大きなメインの巣穴が居住･出産･子育てに使われ、縄張り中にある小さな巣穴は、緊急用と食糧貯蔵の目的がある。しばしば一連のトンネルはメインの巣穴につながる。本種1頭あたり、尾の真下にある臭腺の特有のにおいでマーキングされた1km2の土地を必要とするとされる。
冬になると、主に一夫一婦制でペアを作り、毎年4-6匹を協力して育てる。仔ギツネの天敵は猛禽類だが、約8-10か月で成熟と共に巣立つ。しかしながら（あまり調査の進んでいないさまざまな理由から）、複婚（一夫多妻・一妻多夫）の習性もある。複婚の証拠として、繁殖期の雄に余分な移動が見られること（さらなる相手を探しているとみられる）と、雄の行動圏が複数の雌の行動圏と重複することがある。成獣10匹以上の「群生」もある。このような変化は、食物のような重要な資源の手に入りやすさと関連があると考えられている。
この「群生」の習性の理由はあまり解明されておらず、非ブリーダー（繁殖に直接関わらない群れのメンバー）の存在が一腹の仔の生存率を押し上げると信じる研究者がある一方で、有意な違いは見られないとも言われ、またそのような群生状態は、餌の過剰供給によって自発的に作られるともいう。
社会的に、狐のコミュニケーションは身体言語とさまざまな発声によってなされる。「キャンキャンキャン」と3回鳴く呼び声から、人間の叫び声を想起させる悲鳴に至るまで、その鳴き声は非常に多様で変化に富む。においによっても連絡をとり合い、縄張りの境界は糞と尿で付けられる。求愛行動は、二匹の鳴き交わし、急ターンを伴う追いかけっこ、互いに向き合い後足で立ち上がるダンスで構成されている。まれにオスからメスへ小動物がプレゼントされることもある。個体同士の優劣は互いに口を開いて大きさを比べあうことで決定してしまい、直接攻撃することを極力避ける。負けた方は「ヒー」と鳴いて腹をよじる格好で地に伏す。求愛を受けたメスが拒絶するときもこのパターンである。また口の大きさを比べ合うような仕草は挨拶として兄弟同士でもしきりに行う。　
キツネの鳴き声
キツネの研究で学位を得た博物学者のデビッド･マクドナルド（David Macdonald）はキツネの鳴き声について、音域はおよそ5オクターブで、強弱を組み合わせて様々なバリエーションがあり、古い研究では20の分類例があるが、大別すれば、コンタクトコールとインストラクションに別れ、どちらにも属さないものがいくつかあると述べている。コンタクトコールは個体同士の位置確認の鳴き声で、比較的位置が近い場合の「コンコンコン」「コッコッコッ」のような3音節の挨拶があり、遠くなるに従い「ウォウウォウウォウ」と3から5節の吼え声が相互に交わされるようになるという。またソノグラムを使った分析では一匹ずつ声が異なっているのが確認されている。大人の個体が幼い個体に向かって「フーフー」と挨拶すると、子ギツネは尾を振って耳を寝かせ口を引く仕草をする。一方インストラクションは、二匹が接近しているときの鳴き声で、劣位が発する高い「クンクン」という声、優位が発する低く太い「コッコッコッ」という声（ゲカーリング）があり、ゲカーリングは子ギツネが食事中に、接近しすぎた兄弟に向かって発せられたり、連れ合いのメスに別のオスが近づいた時、オスが発して牽制するときに発せられたりする。どちらにも属さないものの代表として、けたたましい単音節の「ウァー」「ギャー」がある。この声は主にメスの声とされ、まれにオスも発し、他の個体は見ているだけで、返事はしない。その意味については繁殖期に頻繁に発せられるため、オス達を召集する意味ではないかという説がある。
キツネの記憶力
キツネは食べきれないネズミを埋める習性があるが、飼いならされた複数の個体を使った実験により、翌日90%の確率で掘り出すことに成功したことが確認されている。埋めたキツネと別の個体が最初のキツネが埋めた獲物を発見する割合は25%程度に低下し、同じ個体でも、埋めた穴の2-3メートル横に別のネズミを埋めると発見率が25%に低下することから、嗅覚ではなく、キツネは埋めた獲物の穴をかなり正確に記憶しているといわれている。また、ニフという雌の個体は、自分が埋めた穴のネズミを食べた後、尿のマーキングで穴の登録を解除する方法で二度と同じ穴を掘り返さなくなり、事前に穴のネズミを盗んでおくと、数日に渡って同じ穴を掘り返す行動が見られた。さらに好みの異なる餌を使った実験で、ニフには穴の場所を記憶するだけでなく、中の獲物の種類まで記憶する能力があることが示されている。

### 繁殖

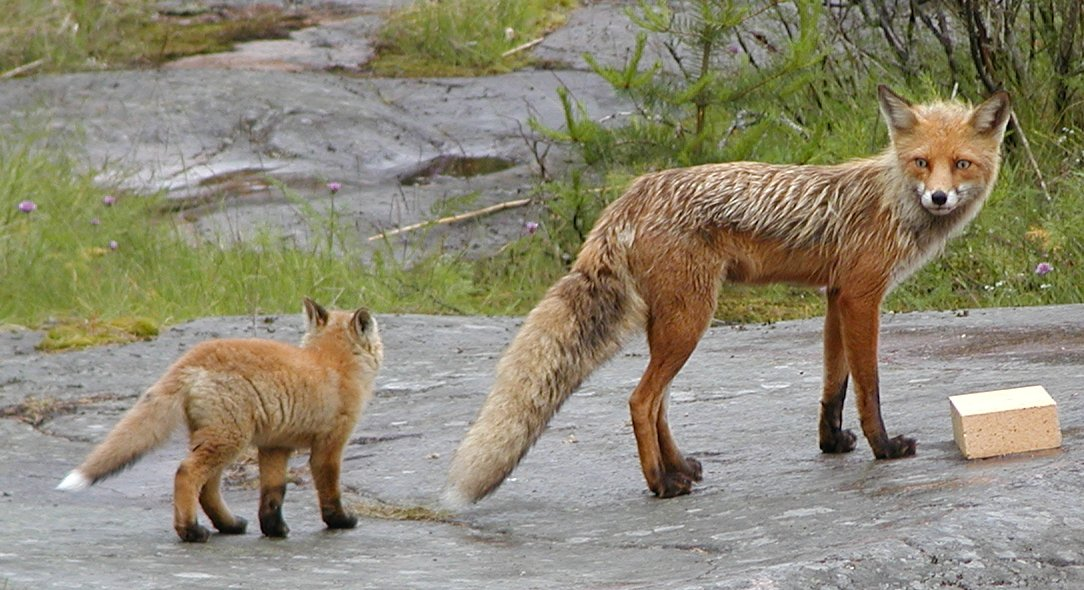
アカギツネの親子（スウェーデン）

繁殖期はその広大な生息域によって異なり、南方では12月-1月、中緯度では1月-2月、北方では2月-4月となる。雌は日ごとの発情周期を1-6日間続け、排卵は自動的になされる。交接はやかましく、時間は通常5-20分。30分以上かかる場合もある。雌は複数の雄を交尾の候補とするが、雄は権利を得るために互いに戦い、最終的に一匹の雄に決定する。
雄は雌が出産する前後、餌を与える一方で、雌は仔狐と共に育児室 (maternity de) で待つ。一腹の仔の平均数は5匹だが、多い時には13匹に及ぶ。新生仔は目が見えず、体重は約150g。生後2週間で目が開き、5週間で巣穴の外へ出てきて、10週間で完全に乳離れする。
同年の秋に仔狐は独り立ちして、自らの縄張りを必要とする。性成熟までの期間は10ヶ月。寿命は飼育下で12年だが、野生ではたいてい3年程度である。

## 狐と人

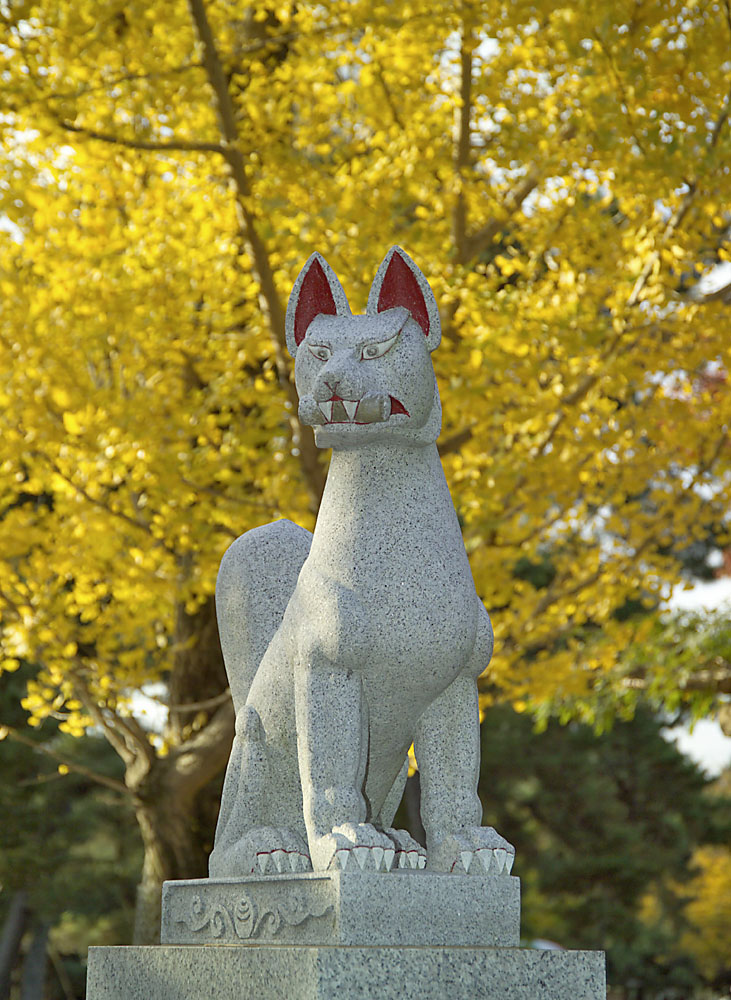
アカギツネの彫像（稲荷像）

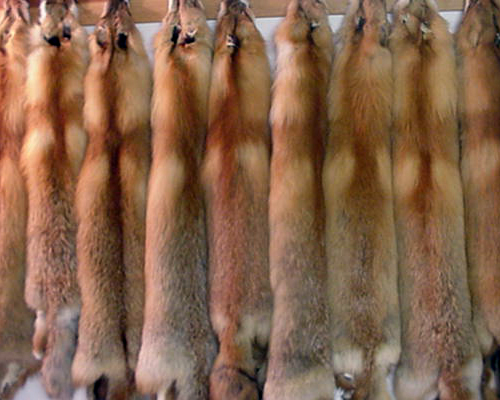
アカギツネの毛皮

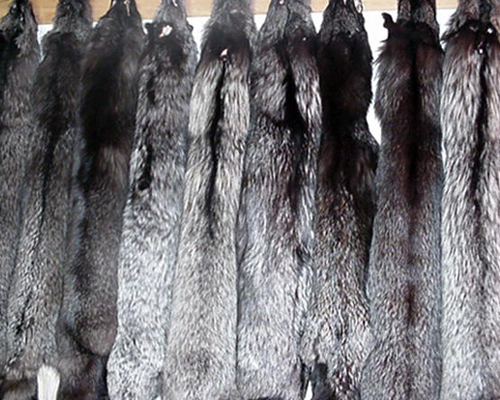
ギンギツネの毛皮

本種は人類から好意的な印象も否定的な印象も持たれ、しばしば愛され、また憎まれてきた。特に英国では、キツネ狩りが2005年2月18日に非合法化されるまで、伝統スポーツとして盛んだった。伝承（「狐物語」など）に登場するキツネは、狡猾な悪役であることが多いが、時には人間の支配に打ち勝つ弱者として現われる。日本人は古来よりキツネを豊作の霊獣として敬い、妖怪として恐れ、伝説や民話を数多く残してきた。詳細はキツネの日本人と狐の関係の項を参照。
巣穴を掘る習性があるため英語で一人用の塹壕をフォックスホールと呼ぶ（日本語では蛸壺壕）。
他の野生動物のように、キツネは疫病の伝播者と見なされた。アカギツネは害獣の捕食によって農業を助けるが、家禽経由のペストと関連付けられたのである。また、毛皮産業にもアカギツネの需要がある。
自然ドキュメンタリーにおける壮大な視点と、フィクションにおける同情的描写によって、近年アカギツネへの評判は改善した。大きな文化的衝撃を与えたのは、スコットランドでは2002年8月、イングランドとウェールズでは2005年2月の、キツネ狩りの非合法化であった。
また、香港では、アカギツネが野生動物保護条例 (Wild Animals Protection Ordinance Cap 170) の保護種となった。

### 野生化問題
本種はスポーツとしてのキツネ狩りを目的として、人為的にオーストラリアに移入されたが、これら野生化したアカギツネによる生態系の崩壊が懸念されている。オーストラリア政府によれば、アカギツネが狩りのために導入されたのは1855年のことだが、その後広く分布するようになり、絶滅の危機にある在来種の動物を減少させる大きな原因となっている。Western Shieldと呼ばれる計画で、西オーストラリア州政府当局は航空機と徒手による毒餌の散布を実行し、ほぼ35,000km2の範囲の狐と野猫をコントロールしている。西オーストラリア州環境保全省 (CALM) は、持ち込まれた捕食者が絶滅させた州内の在来種は10種に及ぶと見積もり、Western Shield では16種の保護を目標とする。タスマニアは2001年までキツネのいない島であったため、キツネの野生化の可能性はかなりの懸念を引き起こした。現在、キツネ1匹に対して $1,000、移入の情報に対して $50,000 の大きな報酬が支払われる。
成功はオーストラリア在来の犬ディンゴの再導入による野生化ギツネのコントロールとそれに伴う在来動物相にも見られた。

## 亜種
45亜種。Mammal Species of the Worldによる。
- Vulpes vulpes vulpes
- Vulpes vulpes abietorum
- Vulpes vulpes alascensis
- Vulpes vulpes alpherakyi
- Vulpes vulpes anatolica
- Vulpes vulpes arabica
- Vulpes vulpes atlantica
- Vulpes vulpes bangsi
- Vulpes vulpes barbara
- Vulpes vulpes beringiana
- Vulpes vulpes cascadensis
- Vulpes vulpes caucasica
- Vulpes vulpes crucigera
- Vulpes vulpes daurica
- Vulpes vulpes deletrix
- Vulpes vulpes dolichocrania
- Vulpes vulpes dorsalis
- Vulpes vulpes flavescens
- Vulpes vulpes fulvus
- Vulpes vulpes griffithi
- Vulpes vulpes harrimani
- Vulpes vulpes hoole
- Vulpes vulpes ichnusae
- Vulpes vulpes indutus
- Vulpes vulpes jakutensis
- Vulpes vulpes japonica (ホンドギツネ)
- Vulpes vulpes karagan
- Vulpes vulpes kenaiensis
- Vulpes vulpes kurdistanica
- Vulpes vulpes macroura
- Vulpes vulpes montana
- Vulpes vulpes necator
- Vulpes vulpes niloticus
- Vulpes vulpes ochroxantha
- Vulpes vulpes palaestina
- Vulpes vulpes peculiosa
- Vulpes vulpes pusilla
- Vulpes vulpes regalis
- Vulpes vulpes rubricosa
- Vulpes vulpes schrencki (キタキツネ)
- Vulpes vulpes silacea
- Vulpes vulpes splendidissima
- Vulpes vulpes stepensis
- Vulpes vulpes tobolica
- Vulpes vulpes tschiliensis

## ギャラリー

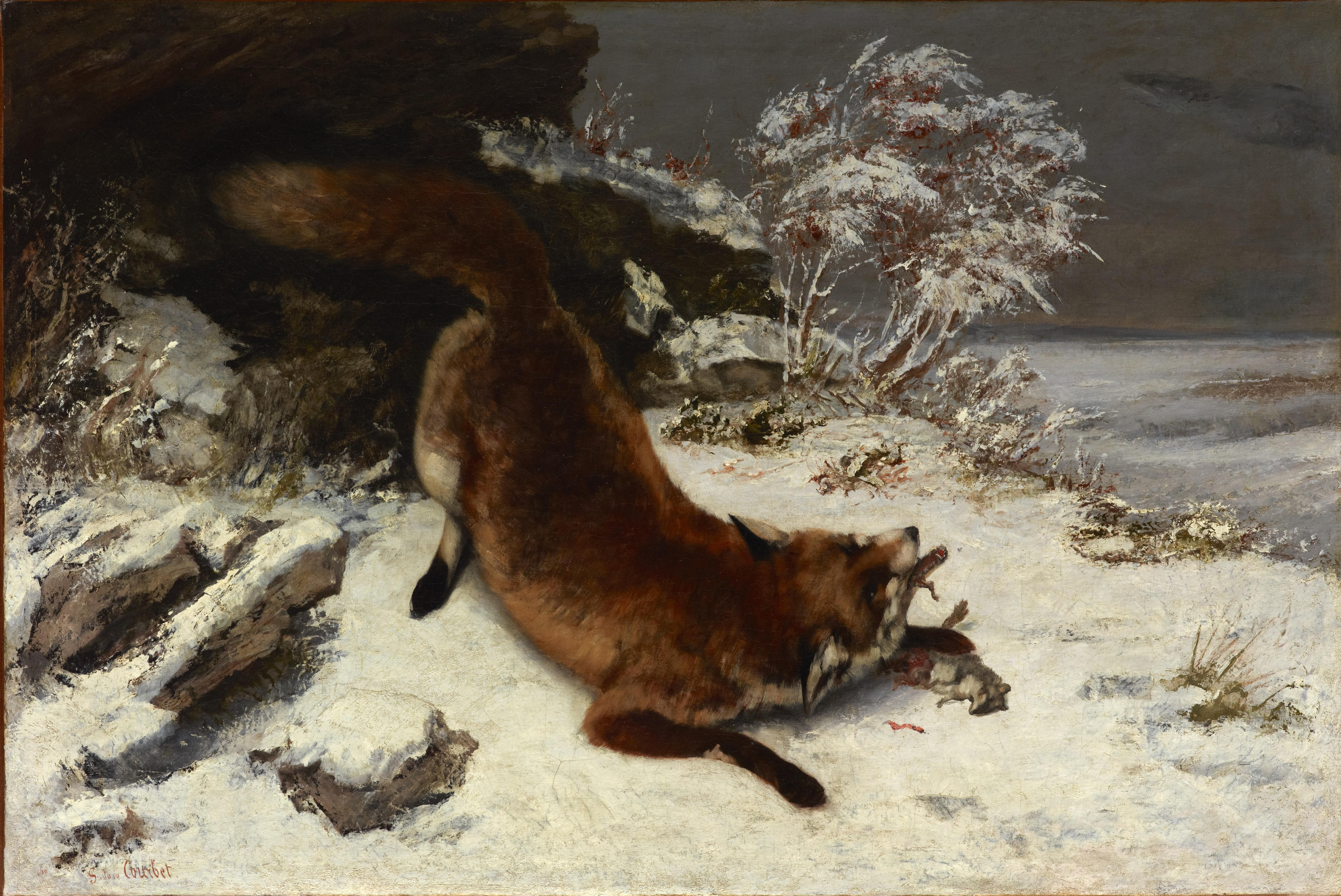
「雪の中の狐」（ギュスターヴ・クールベ）
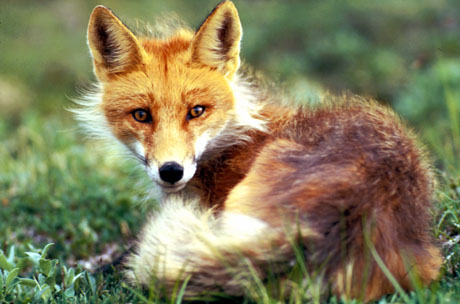
とぐろを巻くアカギツネ
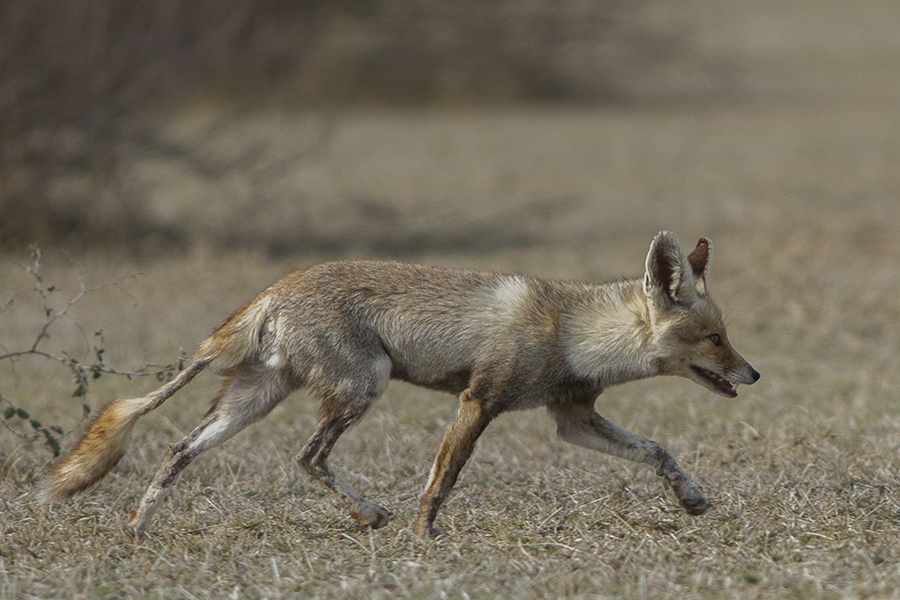
シロアシギツネ はラージャスターンのタール砂漠とグジャラートのカッチに生息する。
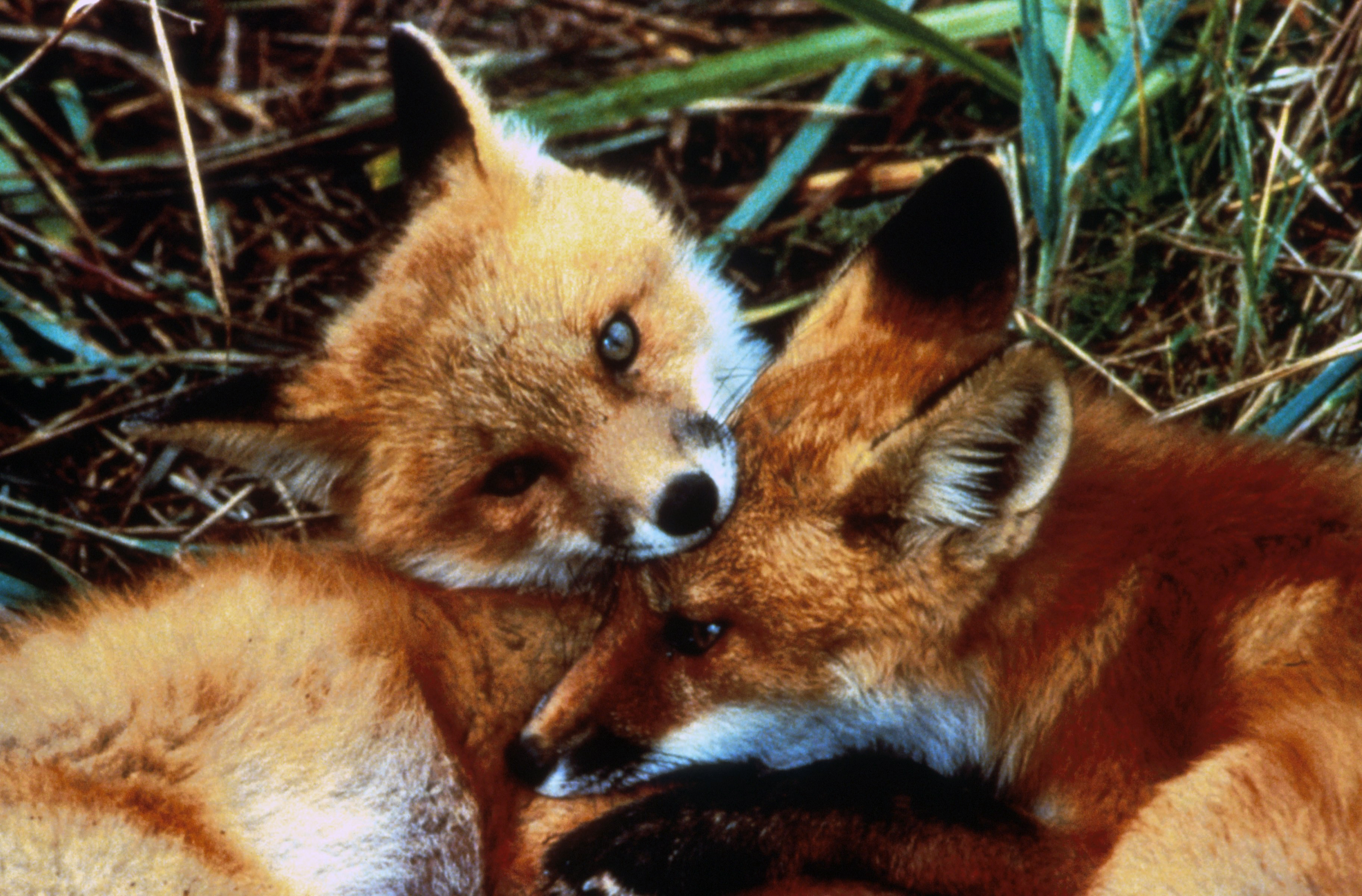
アカギツネの仔
- 歩いているアカギツネ
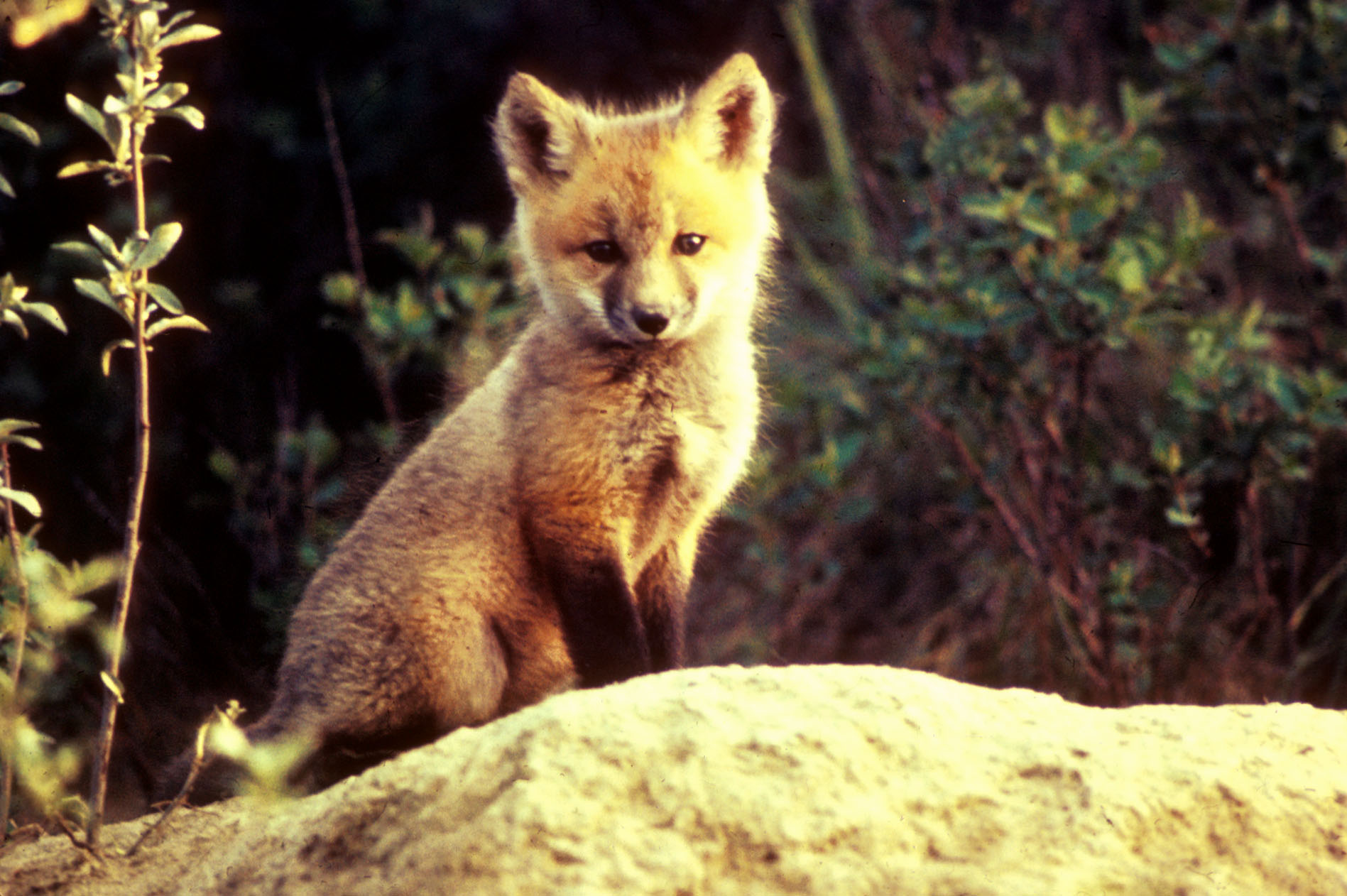
岩の上にすわる仔狐
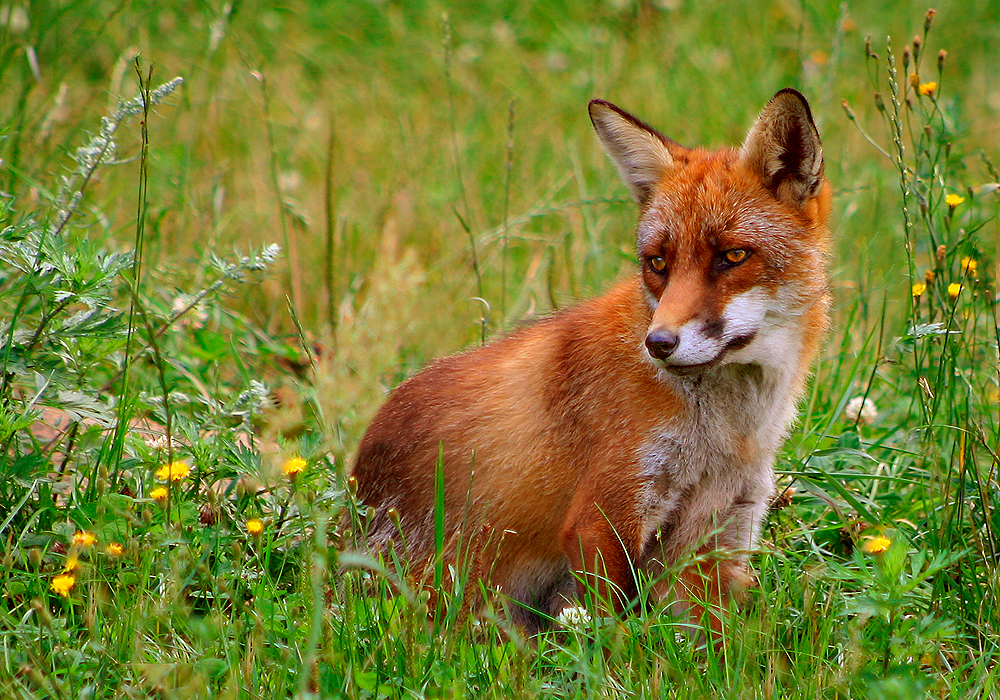
草むらに座るアカギツネ（デンマーク）
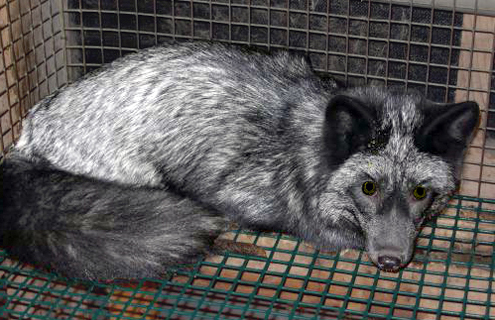
珍しい銀色の毛並みを持ったアカギツネ
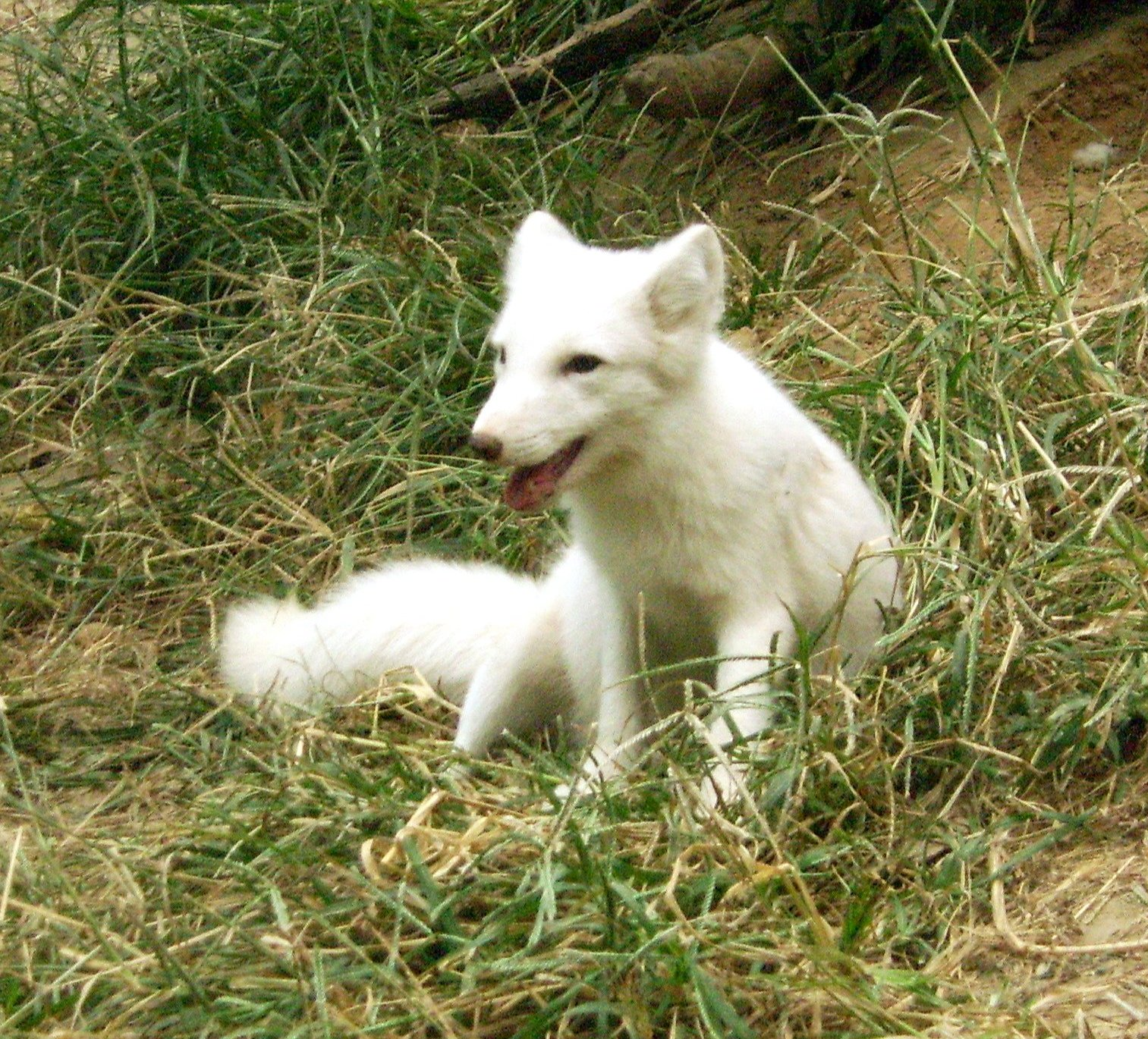
珍しい白いアカギツネ
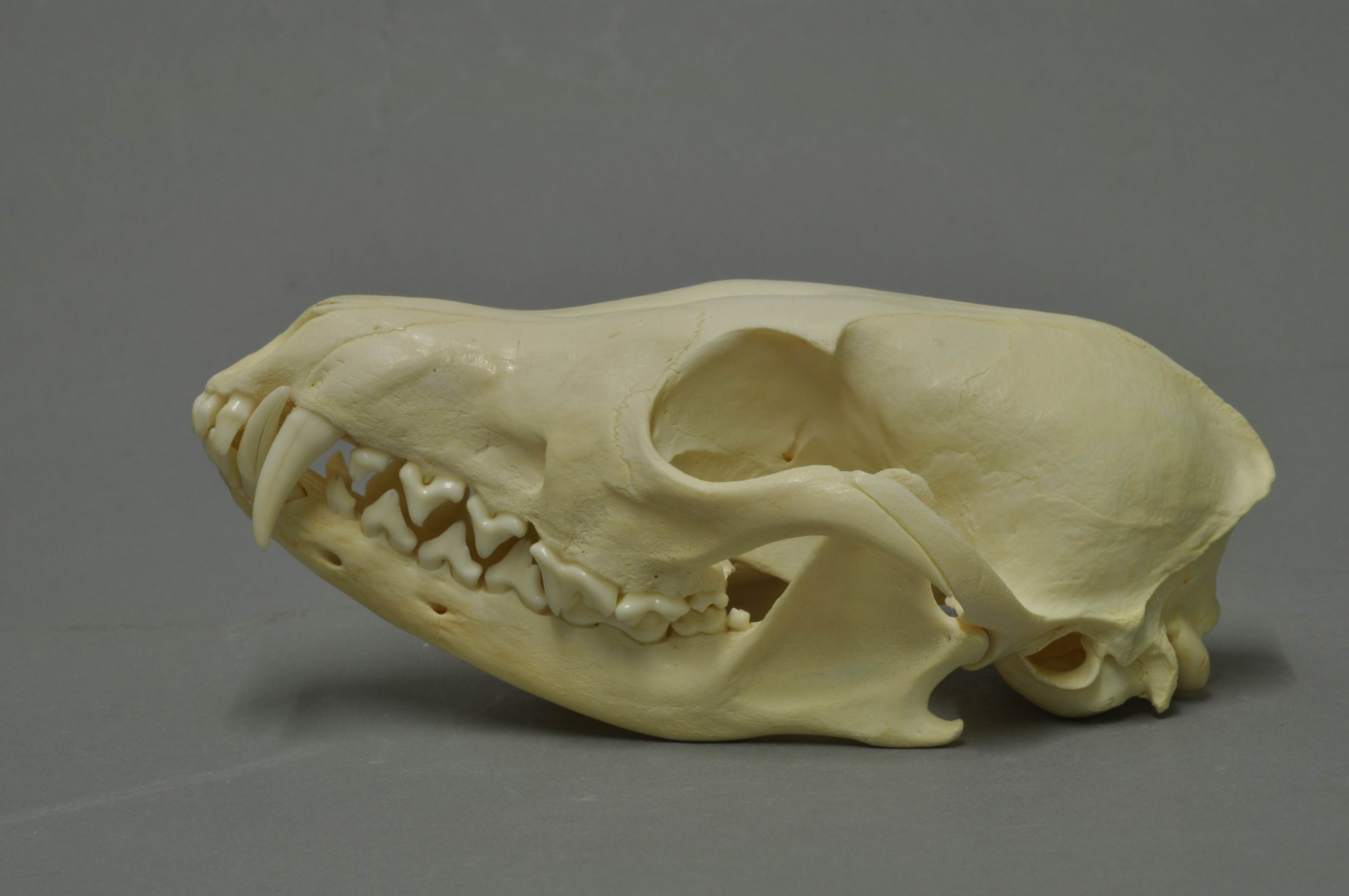
頭蓋骨
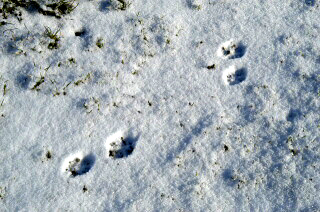
雪上の足跡
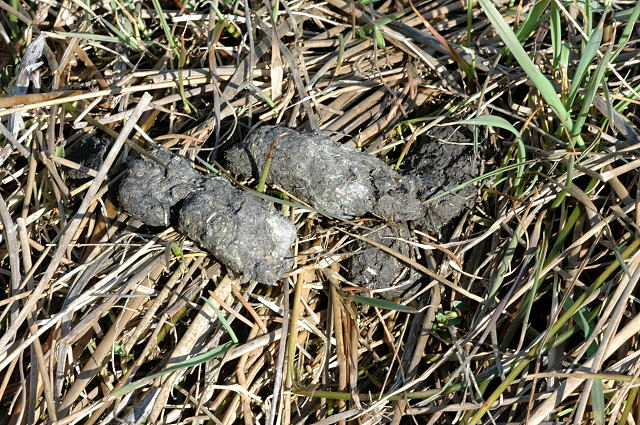
糞